# Trianonská smlouva

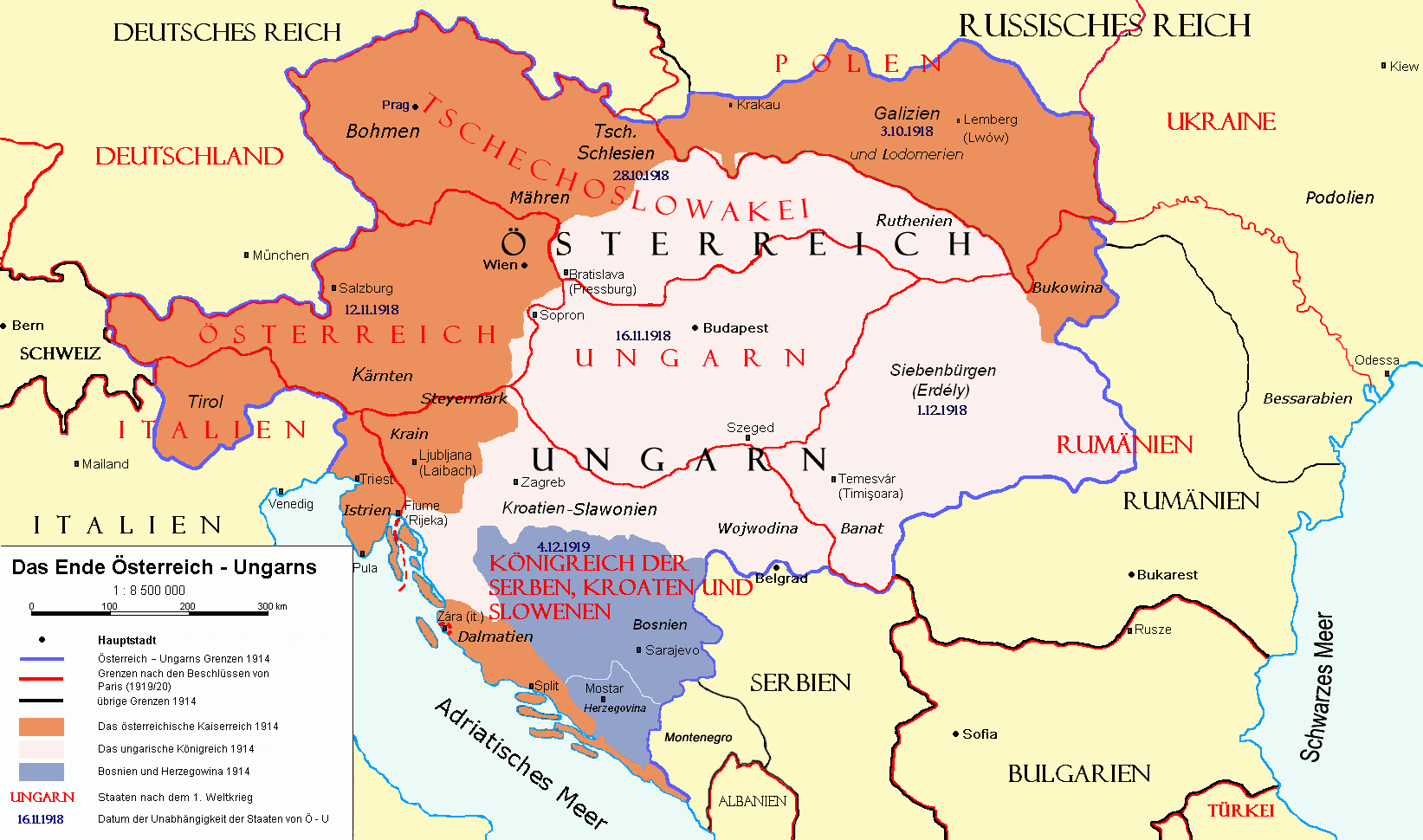
Nové hranice určené Pařížskými smlouvami na mapě Rakouska-Uherska

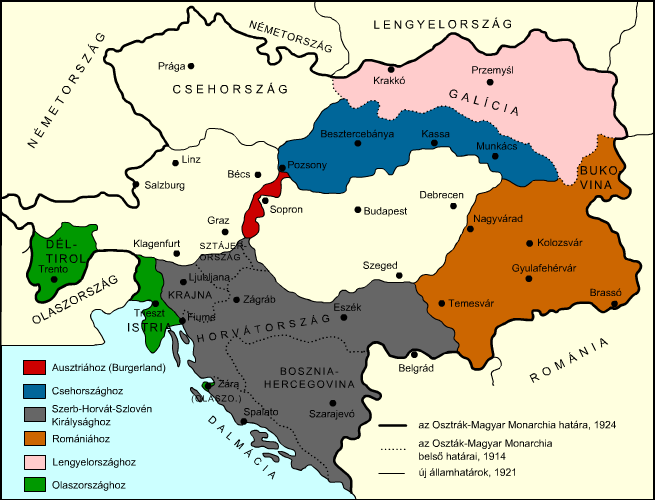
Rozdělení Rakouska-Uherska potvrzené v Saintgermainské a Trianonské smlouvě

Trianonská mírová smlouva mezi Maďarskem a většinou států Dohody byla podepsána 4. června 1920 a vstoupila v účinnost 26. července 1921. Smlouva mezi signatáři ukončila válečný stav, který začal v rámci první světové války roku 1914. Byla podepsána v paláci Grande Trianon ve Versailles a byla jednou z několika dohod připravených na Pařížské mírové konferenci. Smlouva zavazovala strany k uznání nových mezinárodních hranic mezi Maďarským královstvím (dosavadním Uherskem) a jeho sousedy (z nichž dva státy vznikly zcela nově): Československa, Rumunska, Království SHS a Rakouské republiky. Trianonská smlouva zároveň uložila Maďarsku coby poraženému státu povinnost platit reparace a stanovila limit na velikost jeho ozbrojených sil. Zároveň však poskytovala Maďarsku obchodní výhody (s Rakouskem a Československem), závazky k dodávkám uhlí (z Československa a Polska), poskytovala právní ochranu nad jeho majetkem a občany v zahraničí. 
Většina ustanovení Trianonské smlouvy byla do konce meziválečného období smluvními stranami upravena nebo zastarala. První a Druhou vídeňskou arbitráží (1938, 1940) byla značná část tzv. trianonských hranic revidována v maďarský prospěch. Po druhé světové válce však byly téměř beze změny obnoveny Pařížskou mírovou smlouvou z roku 1947 a jsou stále v platnosti.

## Pozadí
Uhersko/Maďarsko se jako konstitutivní součást Rakouska-Uherska účastnilo první světové války od srpna 1914. Poté, co jeho spojenci – Bulharsko a později Turecko – podepsali příměří s Dohodou, se politická elita v Budapešti rozhodla ztracenou válku také ukončit. Dne 31. října 1918 vyhlásila budapešťská vláda nezávislost Maďarska a okamžitě zahájila mírová jednání s vítěznými mocnostmi Dohody. Navzdory ukončení bojů však spojenci Dohody – sousedé Maďarska – Československo (které vyhlásilo nezávislost o tři dny dříve), Rumunsko a (rovněž nově vzniklá) Jugoslávie uvrhli Maďarsko do hospodářské blokády. Zbavily Maďarsko dovozu potravin, uhlí a dalšího důležitého zboží. Ve snaze zmírnit nastalou hospodářskou krizi prosily následující maďarské vlády o zrušení blokády a obnovení regionálního obchodu. 13. listopadu 1918 vyústily první mírové rozhovory v příměří v Bělehradě: Maďarsko se zavázalo demobilizovat svou armádu a udělilo Spojencům právo obsadit jih (Vojvodinu a Chorvatsko-Slavonsko) a východ dosavadního Maďarska (jižní Sedmihradsko) až do podpisu mírové smlouvy. V prosinci 1918 Budapešť povolila československým vojskům obsadit také severní Uhersko (Slovensko). Výměnou za to Budapešť doufala v obnovení zahraničního obchodu a dodávek uhlí.
Aby rozšířily své okupační zóny v Maďarsku, přesunuly Rumunsko a Československo v dubnu 1919 své vojenské jednotky dále do Maďarska, což vyvolalo obnovení nepřátelství mezi těmito třemi zeměmi. Koncem dubna a začátkem května se československé síly několikrát pokusily obsadit uhelný revír Salgótarján a pronikly do Miškovce. V polovině května 1919 zahájila maďarská Rudá armáda úspěšnou protiofenzívu, která pokračovala až na východní Slovensko. Budapešť ji zastavila teprve po ultimátu Dohody z 12. června 1919, které obsahovalo popis nové demarkační linie mezi Maďarskem a Československem. Tato linie respektovala československý zábor Podkarpatské Rusi, ale nechávala Salgótarján a Miškovec uvnitř Maďarska. Spojenci také slíbili, že tato demarkační čára se stane základem budoucích politických hranic mezi Maďarskem a Československem. Budapešť přijala ultimátum a začala stahovat své síly. Než však československá vojska postoupila, maďarští komunističtí agenti vyhlásili v Prešově samostatnou Slovenskou republiku rad. I tato státní formace však byla rozpuštěna po úplném ústupu Rudé armády za výše zmíněnou demarkační linii. Střety menšího rozsahu mezi maďarskými a československými jednotkami pokračovaly až do konce července. Dne 26. července 1919 bylo podepsáno příměří mezi Maďarskem a Československem.
Příkaz Dohody, aby byly ukončeny boje, však ignorovalo Rumunsko a pokračovalo v ofenzivě proti Maďarsku, ve snaze svrhnout jeho radikální komunistickou vládu. Počátkem srpna 1919 vstoupila rumunská armáda do Budapešti, došlo k převratu a v Maďarsku byla formálně obnovena monarchie a nastolena konzervativní vláda. To znamenalo konec bojů mezi Maďary a Rumuny. Po pádu komunistické vlády v Budapešti však československé jednotky znovu překročily demarkační linii a obsadily některá strategická místa, včetně Salgótarjánu a Petržalky.
Dohodové mocnosti v listopadu 1919 nařídily Čechoslovákům opustit Salgótarján a také přiměly Rumuny k odchodu z Budapešti. Nový kabinet v Budapešti byl pozván k účasti na pařížské mírové konferenci, která měla spory vyřešit a nastolit definitivní hranice. V lednu 1920 obdržela Budapešt spojenecký návrh mírové smlouvy. Smlouva stanovila legalizaci demarkační linie z 12. června 1919 jako nové hranice a zaručovala ukončení blokády a obnovení volného obchodu mezi bývalými habsburskými zeměmi a dovoz uhlí do Maďarska. Vláda v Budapešti a maďarský parlament (otevřený v únoru 1920) byly nuceny mírové podmínky přijmout. Obnovení míru a obchodu sice Maďarsko uvítalo, ale stále formálně protestovalo proti odstoupení svých bývalých území bez plebiscitu.

## Signatáři
Signatáři ze strany vítězných států Dohody byly Spojené státy americké, Spojené království, Francie, Itálie, Japonsko, a dále státy, kterých se smlouva přímo týkala: Rumunsko, Království SHS a Československo, a 8 dalších států. Za Československo podepsali Trianonskou smlouvu ministr zahraničí Edvard Beneš a velvyslanec v Londýně Štefan Osuský. Maďarsko zastupovali Ágost Benárd a Alfréd Drasche-Lázár. 
Maďarsko smlouvu ratifikovalo 15. listopadu 1920; Československo v lednu 1921. Smlouva vstoupila v platnost 26. července 1921.

## Význam smlouvy pro Československo
Maďarsko uznalo československou nezávislost a suverenitu v oblastech bývalého severního Maďarska (Slovenska a Podkarpatské Rusi), zavázalo se uhradit Československu válečné reparace.
Naproti tomu Československo se zřeklo výstavby vojenských objektů na pravém břehu Dunaje (na území dnešní Petržalky). To v praxi dodrženo nebylo a československá vláda v Petržalce opevnění vybudovala.
Československo se zavázalo dodávat černé a hnědé uhlí Maďarsku v „dostatečném množství“; Maďarsku, Československu a Rakousku byla udělena práva volného obchodu na 5 let a snížené tarify na 15 let po vstupu mírové smlouvy v platnost.
Československo se zavázalo respektovat kulturní práva maďarské menšiny a vlastnická práva maďarských občanů na Slovensku a Podkarpatské Rusi.

## Důsledky pro Maďarsko

### Okamžitý dopad
Podle Trianonské smlouvy se Maďarsko muselo vzdát více než dvou třetin (přesně 71 procent) svého dosavadního území. To bylo rozděleno mezi státy sousedící s tehdejším Maďarským královstvím:
- Československá republika – Slovensko (tzv. Horní Uhry), Podkarpatská Rus
- Rumunské království – Sedmihradsko (Transylvánie), východní Banát, východní Krišana – plošně největší část
- Království SHS – Chorvatsko-Slavonsko, Vojvodina, západní Banát, jižní Baranja
- Rakousko – Burgenland (rozsah zčásti revidován po plebiscitu v Šoproni)
- Polsko (s potrianonským Maďarskem nesousedilo) – okrajové části Spiše a Oravy
- Hlavní uherský námořní přístav Fiume (Rijeka) se měl stát svobodným městem, roku 1924 byl anektován  Itálií.

Trianonské hranice se beze zbytku nacházely uvnitř bývalého Uherska, původní hranice nebyla nikde zachována. Všechny sousední státy kromě Rakouska byly větší než Maďarsko. Byla ztracena řada většinově maďarských měst, přičemž některá se ocitla těsně za hranicemi, např. Subotica (Szabadka), Arad, Velký Varadín, Szatmár. Město Komárno (Komárom) bylo novou hranicí rozděleno (podle Dunaje). Hranice s Československem se přiblížila Budapešti na pouhých 30 km.
V praxi však budapešťská vláda už od konce roku 1918 až poloviny roku 1919 většinu těchto území nekontrolovala. Jediným regionem, který muselo Maďarsko po podpisu mírové smlouvy skutečně vyklidit, byl Burgenland daný Rakousku (koncem roku 1921, s výjimkou města Šoproň). Na druhou stranu realizace smlouvy zaručila Budapešti obnovu kontroly nad některými okupovanými územími, jako byl levý břeh Tisy, odkud se musela stáhnout rumunská armáda, nebo důlní oblast okolo města Pécs, kterou až v srpnu 1921 opustilo jugoslávské vojsko. 

### Dlouhodobé důsledky
Masivní ztráta území a obyvatel (každý čtvrtý Maďar se ocitl na území cizího státu) vedla k přetrhání tradičních ekonomických a kulturních vazeb a k devastaci hospodářství. Maďarské království přišlo o všechny solné doly, o všechny doly na drahé kovy a o 90 % veškerých lesů v bývalých Uhrách.
Maďaři považovali podmínky smlouvy za nespravedlivé a příliš tvrdé, neboť oproti ryze etnickému principu zřetelně zvýhodňovala okolní státy, a od počátku se snažili o její revizi. Tento faktor určoval zahraniční politiku Maďarska po celé meziválečné období – snaha najít spojence, kteří by uznali maďarský pohled na věc a postavili se za něj na evropském diplomatickém poli. Zároveň se však také obávali, že pokusí-li se o obnovení (předválečného) Uherska či jen naznačí tento kurz, vyvolají ozbrojený střet se zeměmi Malé dohody, který by země pravděpodobně prohrála. I z toho důvodu se maďarské vedení v čele s regentem Horthym roku 1921 postavilo proti snahám sesazeného uherského krále Karla I. Habsburského o návrat na trůn (teoreticky to bylo možné, neboť Maďarsko formálně zůstalo královstvím).
Silný pocit křivdy a obklopení nepřáteli nakonec Maďary vehnaly do náruče fašistické Itálie (Jugoslávie byla jejich společným protivníkem) a nacistického Německa; jakmile bylo zřejmé, že se politická situace ve střední Evropě změnila a Německo je odhodláno revidovat uspořádání po první světové válce, měli Maďaři jasného spojence. Na počátku druhé světové války (v letech 1938 a 1940) tak Maďarské království pod Hitlerovou patronací získalo významnou část svého dřívějšího území přechodně zpět (konkrétně Bačku, severní Sedmihradsko, jižní slovenské pohraničí a Podkarpatskou Rus).
Konečná porážka ve druhé světové válce ovšem vedla k bezpodmínečnému obnovení trianonských hranic, Maďarsko navíc ještě přišlo o tři obce jižně od Bratislavy. Podkarpatskou Rus roku 1945 anektoval Sovětský svaz, který se tak stal novým maďarským sousedem.
Se ztrátou historických území se Maďaři nikdy nevyrovnali a dodnes tento sentiment negativně ovlivňuje vztahy se sousedy, zejména těmi s dosud početnou maďarskou menšinou (Rumunsko, Slovensko, Srbsko, Ukrajina). „Trianon“ je široce vnímán jako jedna z největších katastrof maďarských dějin. Parlament v roce 2010 schválil 4. červen jako památný „Den národní sounáležitosti“ (s revizionistickým podtextem) a krajně pravicová strana Jobbik usiluje přímo o zrušení Trianonské smlouvy. Podle průzkumu roku 2020 ji 90 % Maďarů stále považovalo za nespravedlivou. Po vypuknutí ruské invaze na Ukrajinu roku 2022 maďarský premiér Orbán opakovaně podmiňoval jakoukoli podporu Ukrajině různými ústupky ve prospěch maďarské menšiny v Zakarpatské oblasti a v maďarské politice rezonují i návrhy na přímou anexi přilehlých ukrajinských obcí s maďarskou majoritou.